# Transport kolejowy na Filipinach

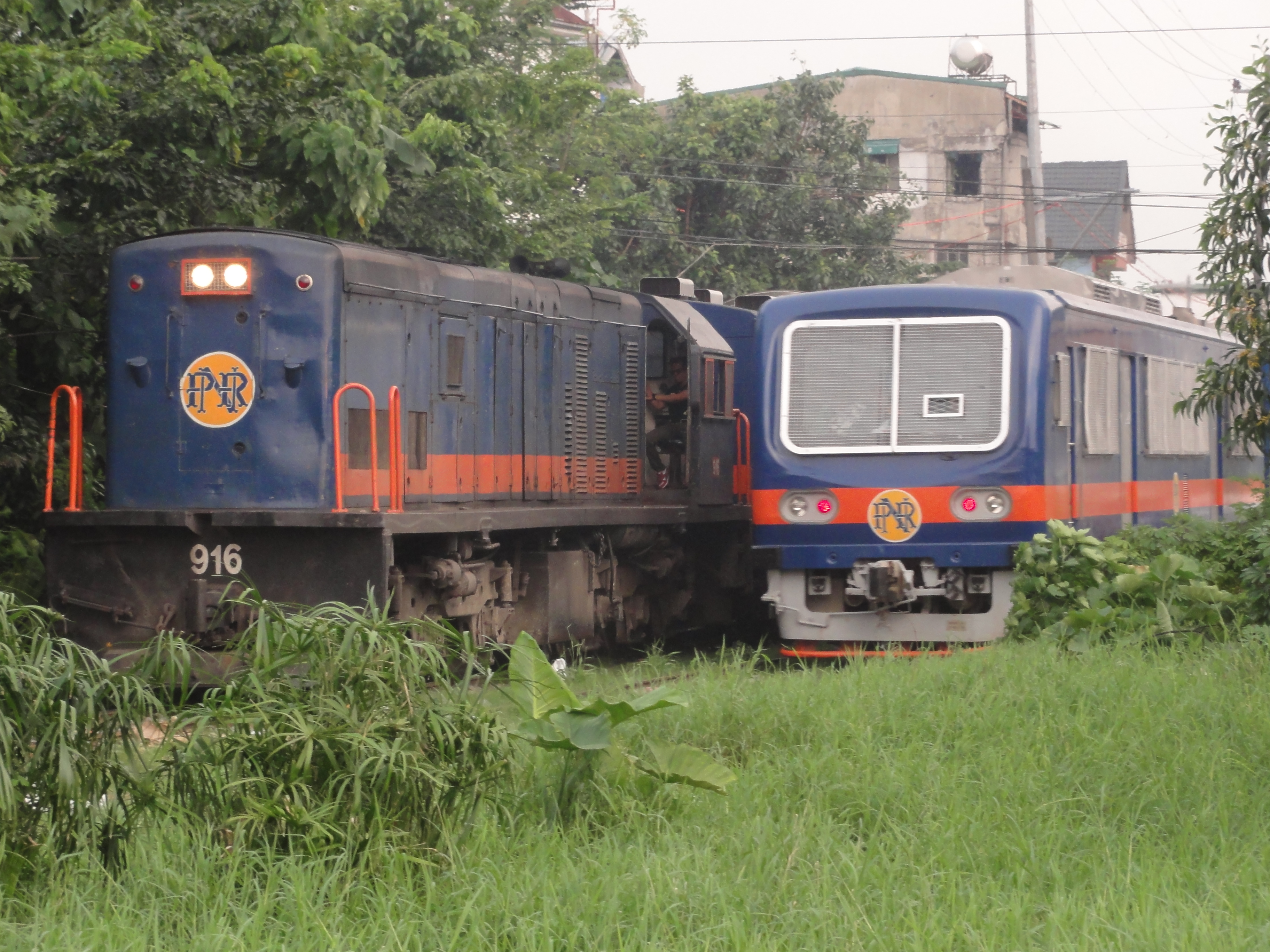
Lokomotywa PNR 900 Class oraz ezt PNR Hyundai Rotem na stacji Santa Mesa (stacja kolejowa) w Manili

Transport kolejowy na Filipinach – system transportu kolejowego działający na terenie Filipin.

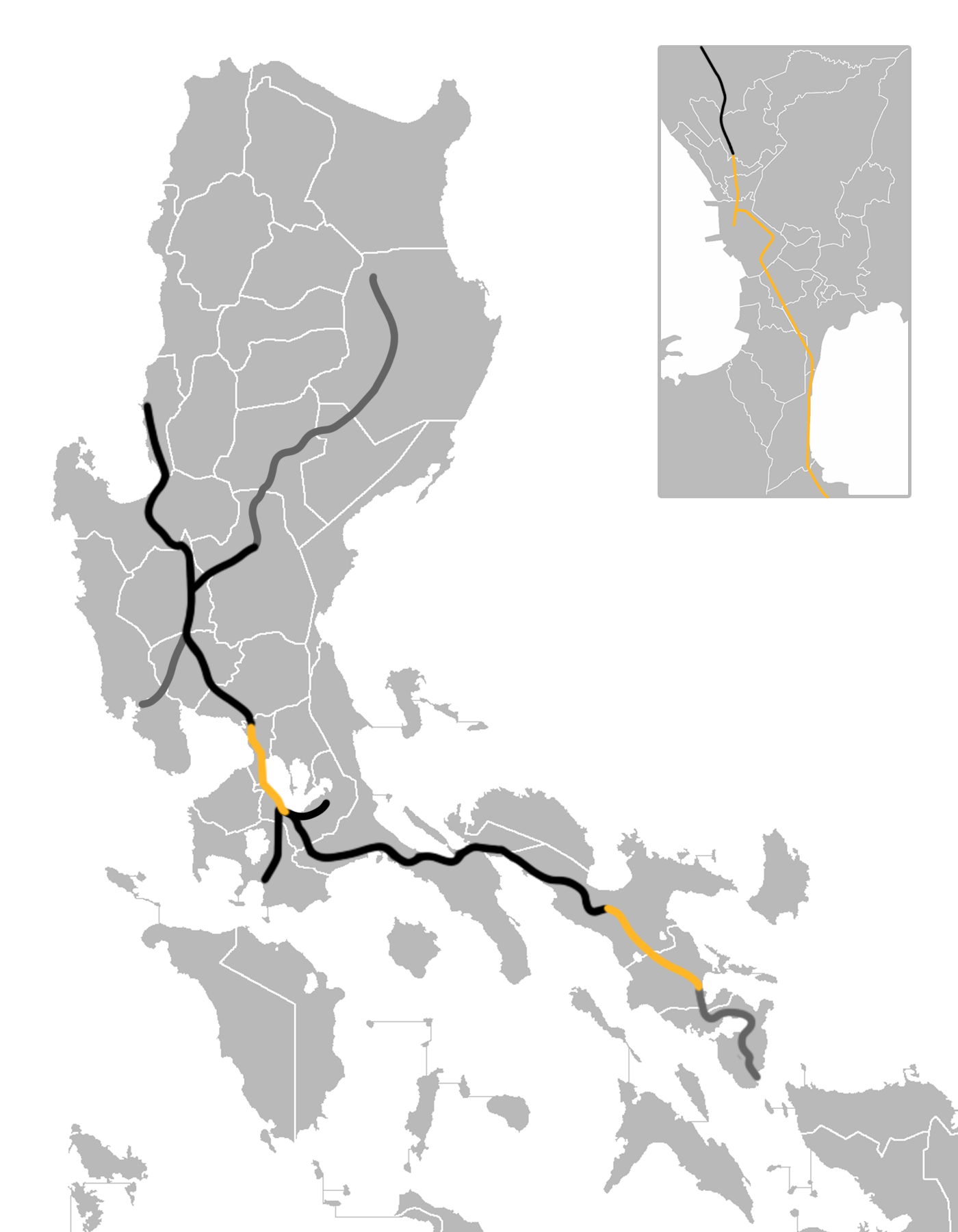
Mapa filipińskiej sieci kolejowej. Na pomarańczowo odcinki czynne, na czarno odcinki nieczynne, na szaro odcinki planowane.

Na Filipinach istnieje 77 km linii kolejowych z czego 49 km to linie normalnotorowe, a 28 km to linie wąskotorowe (rozstaw przylądkowy 1067 mm). Narodowy przewoźnik to Philippine National Railways.

## Historia
Pierwsza linia kolejowa na Filipinach powstała w 1891 roku i połączyła Manilę z Dagupan.